# Ingemar Leijonborg
Karl Axel Ingemar Leijonborg, född 13 januari 1940 i Engelbrekts församling, är en svensk regissör, manusförfattare och TV-man. Han var medgrundare till TV4.

## Biografi
Leijonborg studerade vid Stockholms universitet.
Han anställdes av Sveriges Radio 1962 och arbetade därefter där som TV-producent fram till 1968. I samband med kanaldelningen utsågs han 1968 till planeringschef för TV1. I samband med en annan omorganisation av TV1 blev han programchef för TV1 Fiction 1979-1985.
År 1984 grundade han företaget Nordisk Television tillsammans med Gunnar Bergvall. Avsikten var att skapa en ny TV-kanal, som senare skulle få namnet TV4.
Från 1989 var han vd för kanalen och innehade denna position när TV4 började sända i september 1990. Han valde dock att lämna vd-stolen vid utgången av 1990 för att fokusera på jobbet som programdirektör. Björn Unger, som hämtats från Rikskuponger, blev ny vd.
TV4 vann koncessionen för att sända i marknätet, men fick samtidigt Jan Stenbeck som större delägare. Den 11 december 1991 meddelade Stenbeck på ett möte med Publicistklubben att delar av den dåvarande TV4-ledningen, inklusive grundarna Leijonborg och Bergvall och vd:n Unger fått sparken.
Efter att ha lämnat TV4 startade han produktionsbolaget Moviola som skulle producera filmatiseringar av Jan Guillous böcker. Det första stora projektet för Moviola var filmatiseringen av boken Vendetta.

## Familj
Han är bror till Lars Leijonborg, tidigare folkpartiledare.

## Filmografi i urval
- 1995 – Vendetta
- 2003 – Ondskan